# Pomník Charlotty Garrigue Masarykové
Pomník Charlotty Garrigue Masarykové v Hutisku (část Za kopcem) je jediným památníkem Charlotty G. Masarykové v Česku. Byl odhalen v roce 1926 z iniciativy Cyrila Macha, řídícího učitele a osvětového pracovníka z Hutiska – Zákopčí. Pomník tvoří opracovaný pískovcový balvan, do jehož přední strany je zasazena deska s bustou Charlotty Masarykové a dvojjazyčným nápisem: „Ženě trpitelce a všem jejím sestrám – To the Suffering Woman and all her Sisters.“

## Historie pomníku

### Motiv vzniku díla
Stavbu pomníku inicioval řídící učitel z obecné školy v Hutisku Za kopcem Cyril Mach. K záměru jej přiměl pohled na mohutný pískovcový balvan na stráni nad školou. Mezi zdejšími pověrčivými venkovany se nesla pověst, že jej přinesl čert. Mach se rozhodl pověrečnou bázeň venkovských duší překonat. Svolal k balvanu děti i dospělé a vyložil jim, že by bylo krásné, kdyby se takto mohutný a neobvyklý balvan využil jako symbol něčeho podobně mocného a velikého. Poté nechal své žáky hlasovat, komu by měl být monument věnován. Někteří hlasovali pro Husa, jiní chtěli Žižku, nejvíce dětí se nicméně vyslovilo pro Komenského. Když však 13. května 1923 zemřela Charlotta Masaryková, rozhodl Mach se svými žáky, že památník bude postaven na její počest.

### Stavba monumentu
Práce na stavbě památníku začala v říjnu 1923. O její náročnosti svědčí zápis, který Mach učinil do školní kroniky: „Práce byla velice namáhavá. Jen několik cm se balvan přes 180 q vážící nadzvedl. Spoje byly doplňovány. Konečně po 21 dnech kámen postaven. Ale ještě poslední den vylámalo se všecko lešení. Znova stavěn a kámen definitivně upraven, vše odklizeno.“ Zřejmě právě náročnost stavby pomníku, možná průtahy s jeho povolením či jiné faktory způsobily, že byl kompletně dohotoven a připraven k odhalení až v roce 1926.
Koncem jara toho roku byla do čela pomníku vsazena obdélníková deska s reliéfem Charlotty Masarykové, zhotovená sochařem Václavem Machem; pod ní byl vyryt a vyzlacen dvojjazyčný nápis. Okolí pomníku zvelebili Machovi žáci. Okolní stráně osadili mladými smrčky a břízkami, kamenité skupiny poblíž pomníku prosili prstí a osázeli květinami. Práce se nakonec protáhly tak, že nebylo možné dodržet původní termín odhalení plánovaný na květen, úmrtní měsíc Charlotty Masarykové. Proto bylo odhalení pomníku přeloženo na polovinu července, nedlouho po skončení VIII. všesokolského sletu, aby při té příležitosti mohli navštívit Valašsko a Hutisko četní hosté včetně návštěvníků ze zahraničí.

### Odhalení pomníku
Slavnostní odhalení památníku se konalo o víkendu 17. – 18. července 1926. O okázalost celého obřadu se přičinila Ženská národní rada, jež nad ním převzala patronát, zlínský továrník Tomáš Baťa jeho konání podpořil peněžitým darem 1000 korun. V sobotu navečer byly ceremonie odstartovány koncertem brněnského pěveckého sdružení Foerster v lázeňském domě v nedalekém Rožnově pod Radhoštěm a zapálením slavnostních ohňů za doprovodu valašské lidové muziky. Vyvrcholení představovaly nedělní obřady na Hutisku. Zahájil je stejně jako předešlého dne pěvecký spolek Foerster, po jehož ranním koncertu a dopoledním matiné následovaly odpolední ceremonie. Zúčastnili se jich zástupci dorostu Československého červeného kříže, příslušníci četnictva a vojska, legionáři, hasiči i ženy a muži v lidových krojích. Okázalá oslava vyvrcholila odhalením památníku za účasti předních představitelek ženského hnutí, u jehož zrodu Charlotta Masaryková stála.

## Pomník a turistika
Pomník je jedním z turistických cílů v Hutisku a okolí. Kolem pomníku prochází zelená turistická značka z Hutiska na Vsackou Tanečnici a asi 30 m nad pomníkem ve stráni se nachází studánka, označovaná též jako Charlottina studánka či studánka u Charlotty.